# Bosc-Mesnil
Bosc-Mesnil – miejscowość i gmina we Francji, w regionie Normandia, w departamencie Sekwana Nadmorska.
Według danych na rok 1990 gminę zamieszkiwało 219 osób, a gęstość zaludnienia wynosiła 23 osoby/km² (wśród 1421 gmin Górnej Normandii Bosc-Mesnil plasuje się na 684. miejscu pod względem liczby ludności, natomiast pod względem powierzchni na miejscu 376.).